# Schneidberg (Ammergauer Alpen)
Der Schneidberg ist ein Berg in den Trauchbergen am nördlichen Rand der Ammergauer Alpen. Er bildet einen ca. 3 km langen bewaldeten Kamm in Ostwestrichtung und
ist vom Rest der Trauchberge durch den Königsweg getrennt. Der Kamm selbst ist weglos.